# Liste der Monuments historiques in Griesheim-sur-Souffel
Die Liste der Monuments historiques in Griesheim-sur-Souffel führt die Monuments historiques in der französischen Gemeinde Griesheim-sur-Souffel auf.

## Liste der Objekte
| Bezeichnung   | Beschreibung                                                                                          | Standort                         | Kennzeichnung | Schutzstatus | Datum | Bild           |
| ------------- | --- | -------------------------------- | ------------- | ------------ | ----- | -------------- |
| Orgel         | 1746 von Johann Andreas Silbermann für die Kirche von Guémar gebaut, 1843 nach Griesheim transferiert | in der Kirche St-Pancrace (Lage) | PM67001019    | Classé       | 1977  | weitere Bilder |
| Orgelprospekt | 1746 von Johann Andreas Silbermann Kirche von Guémar gebaut, 1843 nach Griesheim transferiert         | in der Kirche St-Pancrace (Lage) | PM67000105    | Classé       | 1977  | weitere Bilder |